# Aglaophenia tubiformis
Aglaophenia tubiformis är en nässeldjursart som beskrevs av Marktanner-Turneretscher 1890. Aglaophenia tubiformis ingår i släktet Aglaophenia och familjen Aglaopheniidae. Inga underarter finns listade i Catalogue of Life.